# Villatomil
Villatomil es una localidad y una Entidad Local Menor situada en la provincia de Burgos, comunidad autónoma de Castilla y León (España), comarca de Las Merindades, partido judicial de Villarcayo, ayuntamiento de Medina de Pomar.
Su alcalde pedáneo (2007-2011) es Pedro Zorrilla, del Partido Popular.

## Población
En 2006 contaba con 26 habitantes.

## Situación
Dista 5 km. de la capital del municipio, Medina de Pomar por la carretera autonómica  BU-551 .  
Situado entre las localidades de Torres y La Cerca.

### Comunicaciones
- Carretera:

Se accede partiendo desde el cruce de El Olvido en Medina  N-629  tomando la carretera autonómica  BU-551  con dirección La Cerca o Criales, El casco urbano de Villatomil queda a un lado de la carretera, atravesando un puente.

## Historia
Aldea perteneciente a la Jurisdicción de Medina de Pomar en el partido de Castilla la Vieja en Burgos, jurisdicción de señorío ejercida por el Duque de Frías quien nombraba su regidor pedáneo.
A la caída del Antiguo Régimen queda agregado al ayuntamiento constitucional de Aldeas de Medina , en el partido de Villarcayo perteneciente a la región de Castilla la Vieja.
A principios del siglo XX desaparece este municipio integrándose esta localidad en la Junta de la Cerca, para posteriormente integrarse en su actual municipio de Medina de Pomar.